# Energiemakler
Ein Energiemakler (auch Energiebroker) ist ein Makler (Broker), der im Energiehandel tätig ist, also eine natürliche Person oder ein Unternehmen, die im Auftrag eines Kunden für diesen mit Energie (elektrischer Energie, Brennstoffen oder Heiz- bzw. Prozesswärme) handelt.
Im Gegensatz zum Energiekaufmann dient der Handel des Energiemaklers vorrangig der Eigenversorgung (seines Kunden); die Energie ist nicht primär für den Weiterverkauf oder für Spekulationsgeschäfte bestimmt. 

## Tätigkeit
Die Tätigkeit eines Energiemaklers entstand im Zuge der Liberalisierung der Energiemärkte, in Deutschland insbesondere des Strommarktes im Jahr 1998. Die Umstellung von Monopolverhältnissen auf den Wettbewerb bedeutet für die Energiekunden eine veränderte Organisation des Energiebezuges, da die Energiebezugsquelle ausgewählt werden kann. Analog zum Beschaffungsprozess von Rohstoffen wird der Energiebeschaffung eine zunehmende Bedeutung eingeräumt. Zu den Möglichkeiten gehören vermehrt auch Börsen und Marktplätze.
Der Energiemakler verhandelt für gewerbliche Kunden bzw. für Industrieunternehmen Strom- und Gasverträge bei ansonsten gleichbleibenden technischen Rahmenbedingungen mit dem Ziel des günstigsten, individuell verhandelten Energiebezugspreises. Im Anschluss an die Verhandlungen wird der Energievertrag unmittelbar zwischen dem Unternehmen und dem Energielieferant abgeschlossen. Der Energiemakler selbst agiert unabhängig von Energieversorgern.
Die Dienstleistung eines Energiemaklers, die zumeist auf Basis einer Erfolgsbeteiligung erbracht wird, umfasst im Allgemeinen folgende Aspekte:
- Analyse der bestehenden Energieverträge
- individuelle Beratung bezüglich der optimalen Einkaufsstrategie
- Auswahl geeigneter Energieversorger
- Durchführung von Ausschreibungen
- Prüfung der eingehenden Angebote
- Verhandlungen mit Energieversorgern
- Aufbereitung der Verhandlungsergebnisse als Entscheidungsgrundlage
- Rechnungskontrolle zu den ausgehandelten Verträgen

Für kleinere Gewerbekunden werden günstige Preise oftmals durch die Bündelung der Energienachfrage und die Optimierung der Vertragsstrukturen in Energiepools erzielt. Diese Energieeinkaufsgemeinschaften werden ggf. ebenfalls durch Energiemakler betreut, die für diese kleinen bis mittleren Kunden Strom- bzw. Gasverträge aushandeln.

## Ausbildung
Die Berufsbezeichnung des Energiemaklers ist eine nicht geschützte Berufsbezeichnung. Es gibt verschiedene Ausbildungsmöglichkeiten, die das benötigte Wissen und die entsprechenden Fähigkeiten vermitteln. Sinnvoll kann die Kombination eines Fachstudiums (z. B. Ingenieurwesen) und einer kaufmännischen Ausbildung sein.